# لیگ برتر فوتبال ایران ۸۵–۱۳۸۴
لیگ برتر فوتبال ایران ۸۵–۱۳۸۴ پنجمین دوره جام خلیج فارس و بیست و چهارمین دوره لیگ فوتبال ایران که توسط فدراسیون فوتبال ایران برگزار شد.
تیم استقلال تهران برای ششمین بار قهرمان این دوره از رقابت‌ها شد و به مسابقات لیگ قهرمانان آسیا ۲۰۰۷ راه پیدا کرد.

## تیم‌ها بر پایه استان
| استان       | تعداد تیم‌ها | تیم‌ها                                                     |
| ----------- | ----------- | --------------------------------------------------------- |
| تهران       | ۶           | استقلال ، پرسپولیس ، پاس تهران ، سایپا ، صبا باتری راه‌آهن |
| خوزستان     | ۲           | فولاد ، استقلال اهواز                                     |
| اصفهان      | ۲           | سپاهان ، ذوب آهن                                          |
| فارس        | ۲           | فجر سپاسی ، برق شیراز                                     |
| گیلان       | ۱           | ملوان                                                     |
| خراسان رضوی | ۱           | ابومسلم                                                   |
| مازندران    | ۱           | شموشک                                                     |
| یزد         | ۱           | شهید قندی                                                 |

## جدول رده‌بندی
| رتبه | تیم           | بازی | برد | مساوی | باخت | گل زده | گل خورده | گل تفاضل | امتیاز | صعود یا سقوط                                |
| ---- | ------------- | ---- | --- | ----- | ---- | ------ | -------- | -------- | ------ | ------------------------------------------- |
| ۱    | استقلال       | ۳۰   | ۱۶  | ۱۱    | ۳    | ۴۴     | ۱۷       | ۲۷+      | ۵۹     | صعود به مرحله گروهی لیگ قهرمانان آسیا ۲۰۰۷  |
| ۲    | پاس           | ۳۰   | ۱۶  | ۱۰    | ۴    | ۵۴     | ۲۹       | ۲۵+      | ۵۸     |                                             |
| ۳    | سایپا         | ۳۰   | ۱۳  | ۱۳    | ۴    | ۴۱     | ۲۱       | ۲۰+      | ۵۲     |                                             |
| ۴    | صبا           | ۳۰   | ۱۳  | ۱۱    | ۶    | ۳۵     | ۳۱       | ۴+       | ۵۰     |                                             |
| ۵    | ابومسلم       | ۳۰   | ۱۲  | ۱۰    | ۸    | ۳۱     | ۲۳       | ۸+       | ۴۶     |                                             |
| ۶    | ذوب‌آهن        | ۳۰   | ۱۲  | ۱۰    | ۸    | ۴۱     | ۳۰       | ۱۱+      | ۴۶     | کسر ۱ امتیاز۳                               |
| ۷    | سپاهان        | ۳۰   | ۱۲  | ۷     | ۱۱   | ۳۸     | ۳۲       | ۶+       | ۴۳     | صعود به مرحله گروهی لیگ قهرمانان آسیا ۲۰۰۷۱ |
| ۸    | فولاد         | ۳۰   | ۱۱  | ۸     | ۱۱   | ۳۰     | ۴۱       | ۱۱−      | ۴۱     |                                             |
| ۹    | فجر سپاسی     | ۳۰   | ۸   | ۱۲    | ۱۰   | ۲۷     | ۳۳       | ۶−       | ۳۶     |                                             |
| ۱۰   | ملوان         | ۳۰   | ۱۰  | ۶     | ۱۴   | ۲۹     | ۳۸       | ۹−       | ۳۶     |                                             |
| ۱۱   | استقلال اهواز | ۳۰   | ۹   | ۸     | ۱۳   | ۴۲     | ۴۴       | ۲−       | ۳۵     |                                             |
| ۱۲   | راه‌آهن        | ۳۰   | ۹   | ۷     | ۱۴   | ۲۷     | ۴۳       | ۱۶−      | ۳۴     |                                             |
| ۱۳   | پرسپولیس      | ۳۰   | ۹   | ۱۱    | ۱۰   | ۳۹     | ۴۰       | ۱−       | ۳۸     | کسر ۶ امتیاز۲                               |
| ۱۴   | برق شیراز     | ۳۰   | ۶   | ۱۰    | ۱۴   | ۲۳     | ۳۷       | ۱۴−      | ۲۸     |                                             |
| ۱۵   | شموشک         | ۳۰   | ۴   | ۱۱    | ۱۵   | ۱۹     | ۳۹       | ۲۰−      | ۲۳     | سقوط به لیگ آزادگان ۸۶–۱۳۸۵                 |
| ۱۶   | شهید قندی     | ۳۰   | ۴   | ۷     | ۱۹   | ۲۱     | ۴۳       | ۲۲−      | ۱۹     | سقوط به لیگ آزادگان ۸۶–۱۳۸۵                 |

| قهرمان لیگ برتر فوتبال ایران ۸۵–۸۴ |
| ---------------------------------- |
| استقلال تهران                      |
| هفتمین قهرمانی                     |

## جدول نتایج بازی‌ها
Last updated Apr 21 2006
| میزبان ╲ میهمان | مسلم | برق | است | اهواز | ملو | شمک | پاس | قند | پرس | راه | صبا | سای | سپا | فول | فجر | ذوب |
| ابومسلم         |      | ۱–۰ | ۱–۰ | ۱–۰   | ۱–۲ | ۱–۰ | ۰–۱ | ۲–۱ | ۱–۱ | ۲–۰ | ۰–۰ | ۱–۰ | ۰–۱ | ۵–۱ | ۰–۰ | ۱–۳ |
| برق شیراز       | ۱–۱  |     | ۱–۳ | ۰–۱   | ۲–۰ | ۳–۰ | ۱–۳ | ۱–۰ | ۰–۱ | ۱–۰ | ۲–۲ | ۰–۰ | ۱–۰ | ۰–۱ | ۰–۰ | ۲–۱ |
| استقلال         | ۰–۰  | ۴–۱ |     | ۱–۰   | ۳–۳ | ۱–۱ | ۰–۰ | ۱–۰ | ۱–۰ | ۳–۰ | ۴–۱ | ۰–۰ | ۲–۱ | ۴–۱ | ۰–۰ | ۳–۰ |
| استقلال اهواز   | ۱–۰  | ۱–۱ | ۰–۲ |       | ۱–۱ | ۲–۳ | ۱–۲ | ۳–۲ | ۲–۲ | ۳–۲ | ۱–۰ | ۰–۱ | ۱–۳ | ۴–۲ | ۲–۱ | ۱–۱ |
| ملوان           | ۱–۰  | ۱–۰ | ۲–۳ | ۳–۲   |     | ۱–۰ | ۱–۱ | ۲–۰ | ۱–۳ | ۰–۱ | ۰–۰ | ۱–۴ | ۱–۰ | ۱–۰ | ۲–۰ | ۳–۱ |
| شموشک نوشهر     | ۰–۰  | ۱–۱ | ۰–۱ | ۱–۱   | ۰–۰ |     | ۱–۰ | ۱–۰ | ۲–۱ | ۱–۱ | ۱–۲ | ۱–۲ | ۰–۰ | ۱–۲ | ۰–۰ | ۰–۰ |
| پاس             | ۲–۰  | ۰–۰ | ۱–۰ | ۱–۳   | ۳–۰ | ۱–۰ |     | ۱–۱ | ۲–۱ | ۲–۲ | ۰–۰ | ۱–۱ | ۴–۴ | ۷–۱ | ۴–۲ | ۳–۱ |
| شهید قندی یزد   | ۱–۳  | ۱–۱ | ۰–۱ | ۲–۲   | ۱–۰ | ۲–۰ | ۰–۲ |     | ۰–۲ | ۱–۱ | ۱–۱ | ۰–۰ | ۰–۱ | ۰–۰ | ۱–۲ | ۱–۵ |
| پرسپولیس        | ۲–۲  | ۲–۱ | ۰–۰ | ۱–۰   | ۴–۱ | ۲–۱ | ۱–۰ | ۱–۰ |     | ۱–۱ | ۲–۲ | ۰–۰ | ۲–۳ | ۲–۳ | ۲–۴ | ۱–۱ |
| راه‌آهن          | ۰–۲  | ۱–۱ | ۱–۲ | ۳–۱   | ۱–۰ | ۲–۱ | ۱–۳ | ۰–۱ | ۰–۰ |     | ۱–۰ | ۱–۰ | ۲–۱ | ۱–۲ | ۰–۰ | ۰–۲ |
| صبا باتری       | ۱–۰  | ۱–۰ | ۱–۱ | ۰–۴   | ۳–۲ | ۲–۰ | ۲–۴ | ۱–۰ | ۲–۱ | ۱–۰ |     | ۱–۱ | ۳–۱ | ۱–۱ | ۰–۱ | ۱–۱ |
| سایپا           | ۱–۱  | ۶–۰ | ۰–۰ | ۲–۱   | ۱–۰ | ۲–۱ | ۱–۳ | ۱–۰ | ۲–۲ | ۶–۱ | ۱–۲ |     | ۲–۲ | ۱–۱ | ۱–۱ | ۰–۰ |
| سپاهان          | ۱–۱  | ۱–۰ | ۱–۰ | ۲–۲   | ۰–۰ | ۴–۰ | ۱–۱ | ۱–۰ | ۲–۰ | ۱–۳ | ۰–۲ | ۰–۱ |     | ۲–۰ | ۳–۰ | ۲–۰ |
| فولاد           | ۱–۱  | ۲–۱ | ۰–۰ | ۳–۲   | ۱–۰ | ۰–۰ | ۰–۰ | ۲–۰ | ۱–۰ | ۰–۱ | ۰–۱ | ۰–۱ | ۱–۰ |     | ۳–۰ | ۰–۰ |
| فجر سپاسی       | ۰–۱  | ۰–۰ | ۰–۳ | ۰–۰   | ۱–۰ | ۴–۱ | ۰–۲ | ۱–۲ | ۲–۲ | ۳–۰ | ۱–۱ | ۰–۲ | ۱–۰ | ۲–۰ |     | ۰–۰ |
| ذوب‌آهن          | ۱–۲  | ۲–۱ | ۱–۱ | ۱–۰   | ۱–۰ | ۱–۱ | ۳–۰ | ۴–۳ | ۳–۰ | ۲–۰ | ۰–۱ | ۰–۱ | ۲–۰ | ۳–۱ | ۱–۱ |     |

منبع: http://www.iplstats.com/
۱تیمهای میزبان در جدول عمودی و میهمان در جدول افقی.
رنگ ها: آبی = برد در خانه خود; زرد = مساوی; قرمز = باخت در خانه خود.

## آمار بازیکنان

### جدول گلزنان
| گلزنان             |    | تیم           |
| ------------------ | -- | ------------- |
| رضا عنایتی         | ۲۱ | استقلال       |
| فریدون فضلی        | ۱۷ | استقلال اهواز |
| مهدی رجب زاده      | ۱۴ | ذوب آهن       |
| جواد کاظمیان       | ۱۱ | پرسپولیس      |
| علی دایی           | ۱۱ | صبا باتری     |
| سیاوش اکبرپور      | ۱۱ | استقلال تهران |
| رسول خطیبی         | ۱۰ | سپاهان        |
| حسین بادامکی       | ۱۰ | ابومسلم       |
| علی انصاریان       | ۹  | پرسپولیس      |
| هادی اصغری         | ۸  | راه آهن       |
| آرش برهانی         | ۸  | پاس           |
| سهراب بختیاری زاده | ۸  | صبا باتری     |
| محمد غلامیان       | ۸  | ملوان         |

### جدول پاس گل
| بازیکنان          | تعداد | تیم           |
| ----------------- | ----- | ------------- |
| غلامرضا عیدی زاده | ۱۲    | استقلال اهواز |
| میثم منیعی        | ۱۰    | پاس تهران     |
| مهدی رجب زاده     | ۱۰    | ذوب آهن       |
| مجتبی جباری       | ۷     | استقلال تهران |
| مهدی شیری         | ۶     | برق شیراز     |
| میلاد میداودی     | ۶     | پاس تهران     |

### کارت
| بازیکن              |    |   | تیم       |
| ------------------- | -- | - | --------- |
| محمد متوری          | ۱۱ | ۲ | برق شیراز |
| مسعود شجاعی         | ۱۱ | ۰ | سایپا     |
| سیاوش اکبرپور       | ۱۰ | ۰ | استقلال   |
| یحیی گل‌محمدی        | ۹  | ۰ | صبا باتری |
| پژمان جمشیدی        | ۹  | ۰ | پاس تهران |
| علی‌رضا واحدی نیکبخت | ۹  | ۰ | استقلال   |
| امیرحسین صادقی      | ۷  | ۲ | استقلال   |

### بیشترین بازی
۳۰
- مهدی ثابتی (ابومسلم)

۲۹
- رضا عنایتی (استقلال)
- علی‌رضا پورمند (ابومسلم)

۲۸
- مرتضی اسدی (صبا اتری)
- جلال حسینی (سایپا)
- پژمان منتظری (فولاد)
- حسن رودباریان (پاس تهران)
- علی یحیی‌نژاد (ملوان)
- آلمیر تولجا (صبا باتری)

۲۷
- مهدی رجب‌زاده (ذوب آهن)
- پژمان نوری (پرسپولیس)
- مجتبی شیری (استقلال اهواز)
- مهدی تارتار (راه‌آهن)
- سپهر حیدری (ذوب آهن)

## داوران
| #  | داوران           | تعداد قضاوت در این فصل |
| -- | ---------------- | ---------------------- |
| ۱  | محسن ترکی        | ۲۳                     |
| ۲  | فریدون اصفهانیان | ۲۲                     |
| ۳  | مسعود مرادی      | ۲۱                     |
| ۴  | رحیم رحیمی‌مقدم   | ۲۱                     |
| ۵  | خداداد افشاریان  | ۲۰                     |
| ۶  | هدایت ممبینی     | ۱۹                     |
| ۷  | نوید مظفری       | ۱۷                     |
| ۸  | محمود رفیعی      | ۱۷                     |
| ۹  | ایرج نظری        | ۱۴                     |
| ۱۰ | البرز حاجی‌پور    | ۱۲                     |
| ۱۱ | حسن نوشه‌ور       | ۱۱                     |

| #  | داوران          | تعداد قضاوت در این فصل |
| -- | --------------- | ---------------------- |
| ۱۲ | یدالله جهانبازی | ۱۱                     |
| ۱۳ | محسن قهرمانی    | ۱۰                     |
| ۱۴ | علیرضا فغانی    | ۸                      |
| ۱۵ | سعید بطحایی     | ۶                      |
| ۱۶ | سعادت باغبان    | ۲                      |
| ۱۷ | شاهین حاج‌بابایی | ۲                      |
| ۱۸ | سعید بخشی‌زاده   | ۱                      |
| ۱۹ | قاسم واحدی      | ۱                      |
| ۲۰ | سعد کمیل        | ۱                      |
| ۲۱ | ولفگانگ اشتارک  | ۱                      |